# 前田宗辰
前田 宗辰（まえだ むねとき）は、加賀藩の第6代藩主。加賀前田家7代。先代藩主・前田吉徳の長男。母は側室の浄珠院（上坂以与）。幼名は勝丸、犬千代。通称は又左衛門。初名は利勝（としかつ）。正室は会津藩主・松平正容の娘・常姫（梅園院）。続く4代の藩主（重煕、重靖、重教、治脩）の異母兄・長兄にあたる。

## 来歴
享保10年（1725年）、金沢の金谷御殿にて生まれる。幼名は勝丸。同年、松平の名字を与えられる。元文元年（1736年）9月江戸に上り、翌年4月、名を犬千代と改めた後、通称を又左衛門、諱を利勝とする。6月、正四位下・左近衛権少将に任じられ、佐渡守と称し、将軍・徳川吉宗より偏諱を受けて宗辰と改めた。延享元年（1744年）4月、会津藩主松平正容の娘・常姫と結婚する。延享2年（1745年）6月、父吉徳の死により家督を継ぐ。同年10月に左近衛権中将となり、加賀守と称する。11月、正室常姫が男子を出産するが、母子ともに死去した。自身も翌延享3年（1747年）12月に22歳で死去した。その跡を宗辰の次弟の利安（重煕）が継いだ。

## 系譜
- 父：前田吉徳（1690年 - 1745年）
- 母：上坂以与、浄珠院 - 上坂喜信の娘
- 正室：常姫、梅園院 - 松平正容の娘
- 養子
  - 男子：前田重煕（1729年 - 1753年） - 実弟